# Steve Bauer
Stephen Todd Bauer, detto Steve (St. Catharines, 12 giugno 1959), è un dirigente sportivo, ex ciclista su strada e pistard canadese.
Tra i dilettanti fu medaglia d'argento in linea ai Giochi olimpici 1984; professionista dall'agosto 1984 al 1996, fu bronzo ai campionati del mondo di Barcellona 1984, e quarto classificato, con un successo di tappa, al Tour de France 1988. Dal 2008 è direttore sportivo per formazioni professionistiche.

## Carriera
Nelle categorie minori si distinse vincendo tre volte consecutive i Campionati canadesi, dal 1981 al 1983, e conquistando la medaglia d'argento ai Giochi del Commonwealth di Brisbane nel 1982. Nello stesso anno partecipò alla prova della corsa a punti nella categoria dilettanti ai campionati del mondo su pista; ai Giochi olimpici di Los Angeles 1984 conquistò un'altra medaglia d'argento nella prova in linea di ciclismo su strada.
Subito dopo i Giochi 1984 passò al professionismo e, a pochi giorni dalla medaglia olimpica, conquistò il bronzo nella prova in linea dei Campionati del mondo, alle spalle di Claude Criquielion e Claudio Corti. All'epoca i Giochi olimpici erano riservati ai ciclisti dilettanti e la doppietta di Bauer - una medaglia ai Giochi da dilettante e una ai Mondiali da professionista nello stesso anno - rimane un caso unico nella storia del ciclismo (dal 1996 infatti ai Giochi possono partecipare i ciclisti professionisti).
Con questo biglietto da visita, nel 1985 Bauer entrò come gregario nella squadra di Bernard Hinault e Greg LeMond, la La Vie Claire-Radar, e seppe conquistarsi negli anni il suo spazio. Nel 1988, passato alla Weinmann-La Suisse, vinse la prima tappa al Tour de France, vestì per cinque giorni (non consecutivi) la maglia gialla e si classificò quarto nella classifica generale. Vestì di nuovo il simbolo del primato nella corsa francese, per altri nove giorni, nel 1990, grazie alla fuga che portò Claudio Chiappucci a sfiorare la vittoria della corsa.
Nonostante queste prestazioni, la sua specialità però erano le gare in linea: le sue più importanti vittorie da professionista furono la prima edizione del Grand Prix des Amériques nel 1988 e il Campionato di Zurigo 1989. Tra i piazzamenti, un secondo posto al Campionato di Zurigo 1986 e un secondo posto alla Parigi-Roubaix 1990, mentre tra le classiche minori fece suo il Trofeo Pantalica nel 1988. Sempre nel 1988, ai campionati del mondo svoltisi a Ronse, durante la volata finale per la conquista della medaglia d'oro, strinse alle transenne il belga Claude Criquielion, lo fece cadere e, tagliato il traguardo secondo dietro Maurizio Fondriest, fu squalificato. Si ritirò dalle corse alla fine del 1996.
Dopo il ritiro è stato direttore sportivo di squadre professionistiche: dal 2008 al 2012 per la canadese RACE Pro/Planet Energy/Spidertech, nel biennio 2019-2020 affiancando Piotr Wadecki alla guida del CCC Team, sodalizio World Tour polacco, dal 2021 nello staff tecnico dell'Astana-Premier Tech diretta da Aleksandr Vinokurov e dal 2022 all'Israel-Premier Tech.

## Palmarès
- 1980 (Dilettanti)

Tour of Somerville
- 1981 (Dilettanti)

Campionati canadesi, Prova in linea
- 1982 (Dilettanti)

Campionati canadesi, Prova in linea
- 1983 (Dilettanti)

Campionati canadesi, Prova in linea
Tour of Somerville
Circuit des Deux Provinces
- 1985 (La Vie Claire, una vittoria)

2ª tappa Tour de Midi-Pyrénées
- 1987 (Toshiba-Look, una vittoria)

1ª tappa Critérium International (Antibes > Juan-les-Pins)
- 1988 (Weinmann-La Suisse, otto vittorie)

3ª tappa, 2ª semitappa Tour de l'Oise
Classifica generale Tour de l'Oise
Trofeo Pantalica
1ª tappa Étoile de Bessèges (Lunel > Lunel)
1ª tappa Critérium du Dauphiné Libéré (Aubenas > Romans-sur-Isère)
8ª tappa Tour de Suisse (Locarno > Coira)
1ª tappa Tour de France (Pontchâteau > Machecoul)
Grand Prix des Amériques
- 1989 (Helvetia-La Suisse, due vittorie)

Prologo Critérium du Dauphiné Libéré (Divonne-les-Bains, cronometro)
Meisterschaft von Zürich
- 1990 (7-Eleven-Hoonved, due vittorie)

6ª tappa Tour DuPont (Charlottesville > The Homestead)
9ª tappa Tour DuPont (Stroudsburg > Stroudsburg)
- 1994 (Motorola, una vittoria)

3ª tappa Tour DuPont (Fredericksburg > Richmond)
- 1996 (Saturn, tre vittorie)

9ª tappa Rheinland-Pfalz-Rundfahrt
10ª tappa Rheinland-Pfalz-Rundfahrt
Classique Montréal-Québec

## Piazzamenti

### Grandi Giri
- Giro d'Italia

1986: 45º
1987: 10º
1992: 92º
1993: 89º
- Tour de France

1985: 10º
1986: 23º
1987: 74º
1988: 4º
1989: 15º
1990: 27º
1991: 97º
1992: ritirato (13ª tappa)
1993: 101º
1994: ritirato (non partito 5ª tappa)
1995: 101º

### Classiche monumento
- Milano-Sanremo

1985: 9º
1986: 60º
1987: 11º
1988: 95º
1989: 12º
1990: 95º
1991: 47º
1992: 40º
1994: 140º
1995: 92º
- Giro delle Fiandre

1986: 4º
1987: 4º
1988: 18º
1989: 10º
1990: 56º
1992: 41º
1994: 72º
1995: 76º
- Parigi-Roubaix

1986: 29º
1988: 8º
1990: 2º
1991: 4º
1992: 17º
1993: 23º
1995: 17º
- Liegi-Bastogne-Liegi

1985: 31º
1989: 53º
1990: 22º
1992: 39º
- Giro di Lombardia

1991: 71º

### Competizioni mondiali
- Campionati del mondo su strada

Barcellona 1984 - In linea: 3º
Giavera del Montello 1985 - In linea: 20º
Colorado Springs 1986 - In linea: 69º
Villach 1987 - In linea: 13º
Ronse 1988 - In linea: squalificato
Chambéry 1989 - In linea: 13º
Utsunomiya 1990 - In linea: 90º
Stoccarda 1991 - In linea: ritirato
Benidorm 1992 - In linea: ritirato
Agrigento 1994 - In linea: ritirato
- Campionati del mondo su pista

Leicester 1982 - Corsa a punti Dilettanti: 8º
- Giochi olimpici

Los Angeles 1984 - In linea: 2º
Atlanta 1996 - In linea: 41º